# إف إن ماج
إف إن ماج أو FN MAG رشاش متعدد الأغراض تم إنتاجه بواسطة شركة اف ان البلجيكية في خمسينات القرن الماضى. ويستخدم في أكثر من 80 دولة حول العالم وشهد معظم الحروب في العقود الأخيرة.
النسخة 60-20 خاصة بالمشاة
النسخة 60-30 خاصة بالمروحيات
النسخة 60-40 خاصة بالعربات المدرعة
المواصفات:
عدد النسخ المنتجة: أكثر من 150 الف قطعة
الوزن: 12 كيلوجرام
العيار: 7.62x51mm
سرعة الإطلاق: 650 – 1000 طلقة بالدقيقة الواحدة
المدى: 800 – 1500 متر كحد أقصى
أبرز الدول المستخدمة : جمهورية مصر العربية حيث يتم إنتاجه بواسطة شركة المعادى للصناعات الهندسية
النسخة المصرية من MAG